# Doboz
Doboz nagyközség Békés vármegye Békéscsabai járásában.

## Fekvése
A Kettős-Körös és Sebes-Körös által alkotott Körös menti síkon fekszik, a Kettős-Körös szanazugi összefolyásához közel, attól mintegy 5 kilométerre. Szomszédai: észak felől Tarhos, kelet felől Sarkad, dél felől Gyula, délnyugat felől Gerla (Békéscsaba), északnyugat felől pedig Békés.

### Megközelítése
A településen végighúzódik, nagyjából észak-déli irányban a Szeghalomtól Gyuláig vezető 4234-es út, közúton ez köti össze mindkét végponti várossal, illetve (Debrecen irányából) a 47-es és a 44-es főutakkal; Békéscsabával és a 47-es főút ottani szakaszával a 4239-es, Sarkaddal a 4244-es út kapcsolja össze.
A hazai vasútvonalak elkerülik a települést, s a környék minden fontosabb vasútállomása aránylag messze esik tőle; talán még Gyula vasútállomása fekszik hozzá a legközelebb.

## Története
Ősi magyar falu. Hajdan mocsaras, tölgyerdő közepén (tölgydoboz) Szent Istvántól II. András királyig királyi sertéshizlaló hely, majd Huszt, Pázmán és Aba család birtoka. A 16. században a koronára szállt, majd a 17. században a Veres családé a terület. A 18. században a fellázadt rácok kifosztották. Legutóbb a Wenckheim család birtokának központja, a kastélyépület jelenleg általános iskola, melyet a 19. század második felében Ybl Miklós tervezett.
Doboz helynév eredetén még mindig vitatkoznak a szakemberek. A "Duboz" – "Doboz" pár magyarázata alapján Doboz nevének eredete a szláv "dub, dubova, dubovy = tölgy, tölgyesből" vezethető le.

## Közélete

### Polgármesterei
| Polgármester | Polgármester       | Polgármester          | Megjegyzés |
| ------------ | ------------------ | --------------------- | ---------- |
| 1990–1994    | Szatmári János     | MSZMP-MSZP-ASZ-MCSZDP |            |
| 1994–1998    | Szatmári János     | MSZP-Munkáspárt       |            |
| 1998–2002    | Szatmári János     | MSZP-Munkáspárt       |            |
| 2002–2006    | Szatmári János     | MSZP                  |            |
| 2006–2010    | Simon István Tamás | Fidesz                |            |
| 2010–2014    | Simon István Tamás | Fidesz                |            |
| 2014–2019    | Köves Mihály       | független             |            |
| 2019–2024    | Köves Mihály       | független             |            |
| 2024–        | Köves Mihály       | független             |            |

## Népesség
A település népességének változása:
| Lakosok száma | 4207 | 4172 | 4006 | 4000 | 3978 | 3934 | 3944 |
|               | 2013 | 2014 | 2019 | 2021 | 2022 | 2023 | 2024 |

2001-ben a település lakosságának 95%-a magyar, 5%-a cigány nemzetiségűnek vallotta magát.
A 2011-es népszámlálás során a lakosok 89,3%-a magyarnak, 7,4% cigánynak, 0,5% románnak mondta magát (10,7% nem nyilatkozott; a kettős identitások miatt a végösszeg nagyobb lehet 100%-nál). A vallási megoszlás a következő volt: római katolikus 8,2%, református 21,7%, evangélikus 0,5%, felekezeten kívüli 46,6% (20,8% nem nyilatkozott).
2022-ben a lakosság 87,7%-a vallotta magát magyarnak, 6,4% cigánynak, 0,3% románnak, 0,2% szlováknak, 0,1% ukránnak, 0,1% szlovénnek, 1,6% egyéb, nem hazai nemzetiségűnek (12,2% nem nyilatkozott; a kettős identitások miatt a végösszeg nagyobb lehet 100%-nál). Vallásuk szerint 15,2% volt református, 4,9% római katolikus, 4,7% görög katolikus, 0,8% evangélikus, 0,1% görög katolikus, 0,1% ortodox, 1% egyéb keresztény, 0,2% egyéb katolikus, 38,2% felekezeten kívüli (39,4% nem válaszolt).

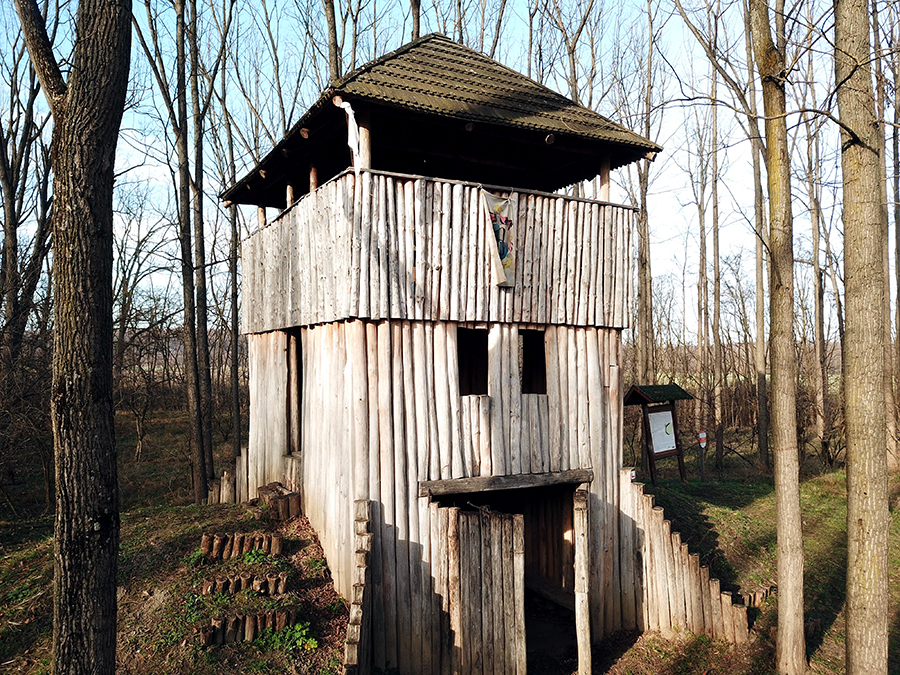
Doboz, Sámson vár

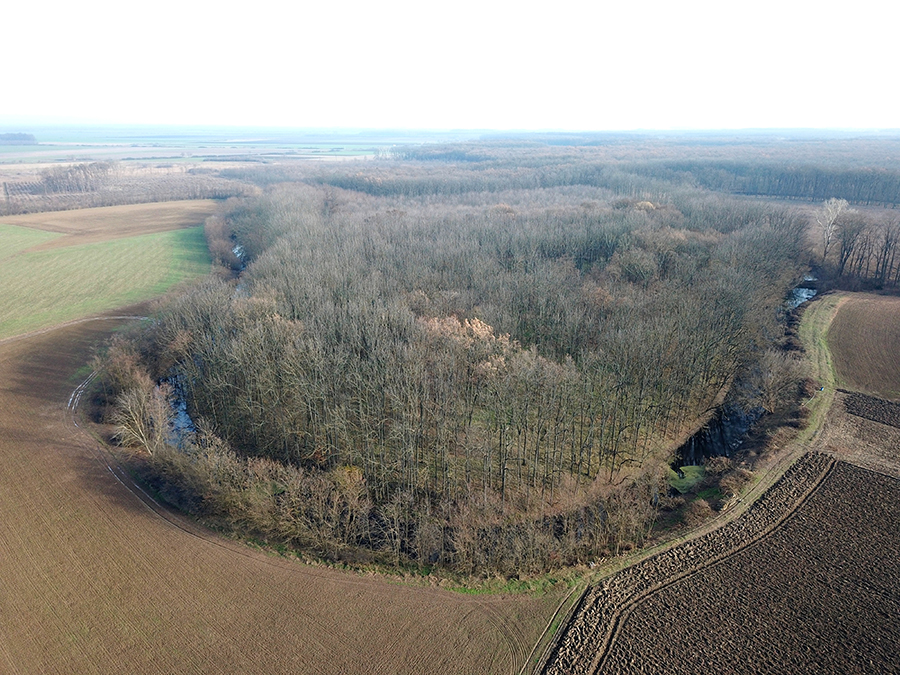
Doboz, Sámson vár légi felvételen

## Nevezetességei
- Szent Kereszt-kápolna és Wenckheim-kripta, neoromán stílusú
- Református templom, barokk stílusú
- Zsidó temető (gondozott, 19–20. század) és holokauszt-emlékmű (2000) az áldozattá vált családok nevével
- Wenckheim-kastély, ma általános iskola
- Ybl Miklós által tervezett háromszintes, romantikus magtárépület, a Vésztői úton
- Furulyázó pásztor, köztéri szobor
- Körös-parti szabadstrand Szanazugnál
- Széchy Tamás Emlékház

## Híres doboziak
- Géczy Barnabás (1925–2022) paleontológus
- Gulyás Dénes festőművész[13]
- Széchy Tamás (1931–2004) úszóedző (díszpolgár: 1997)
- Mező Mihály (1978) énekes-gitáros zenész (díszpolgár: 2018)

## Képgaléria

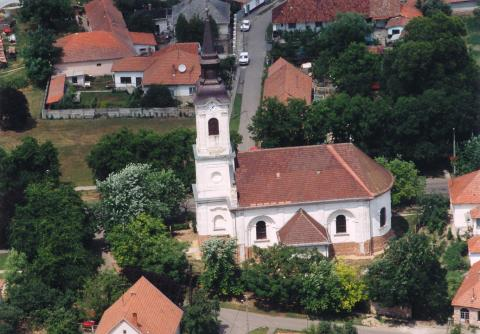
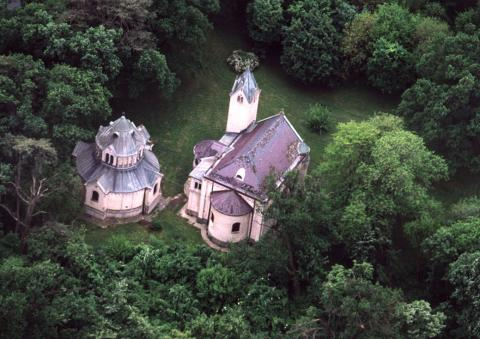
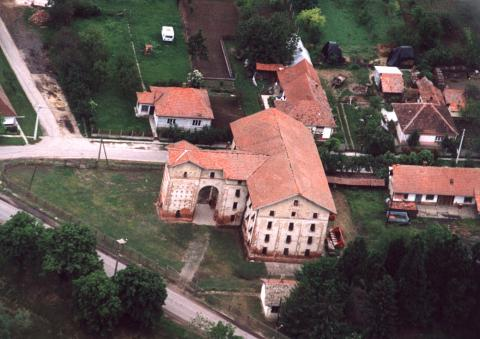
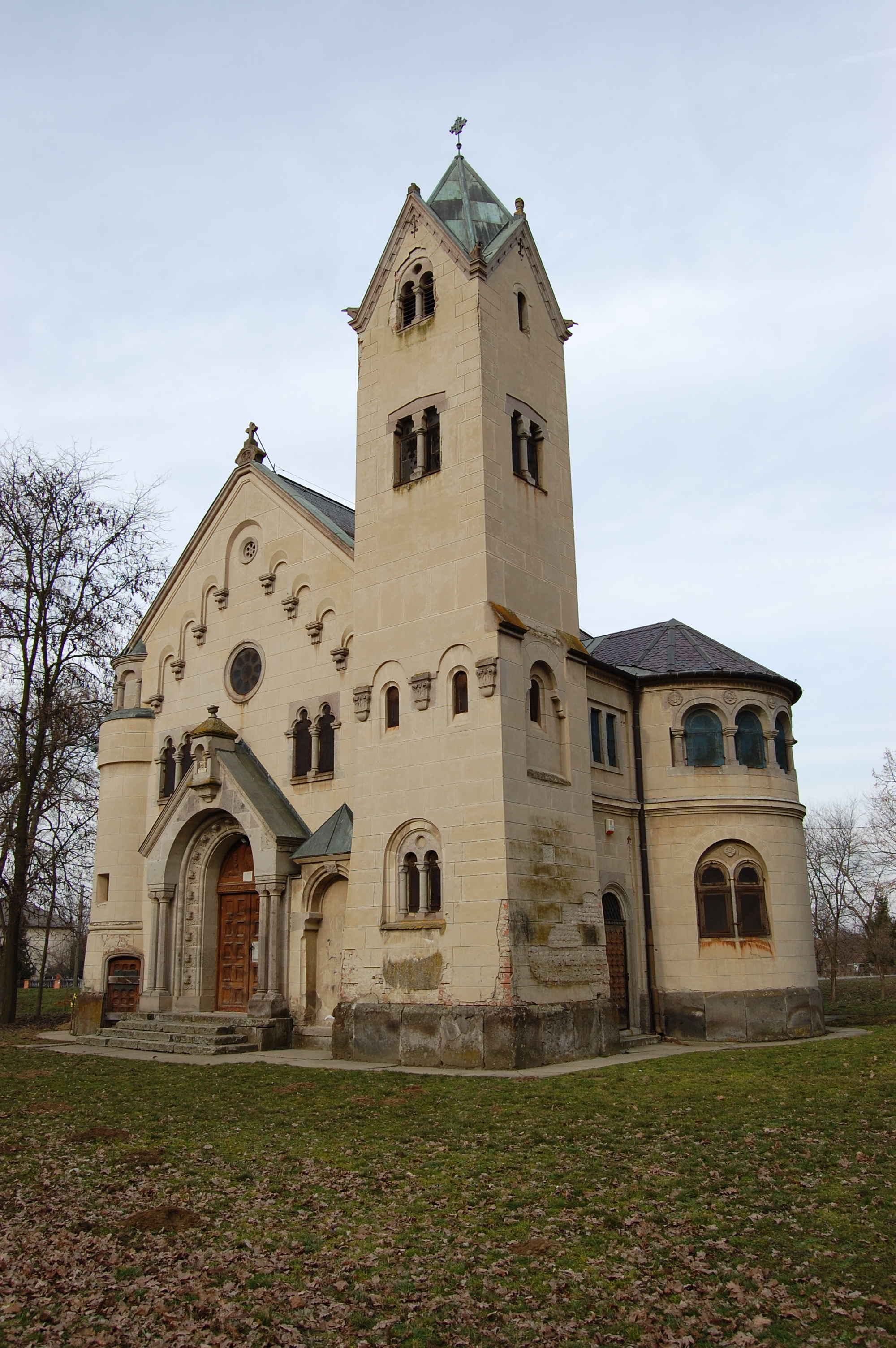
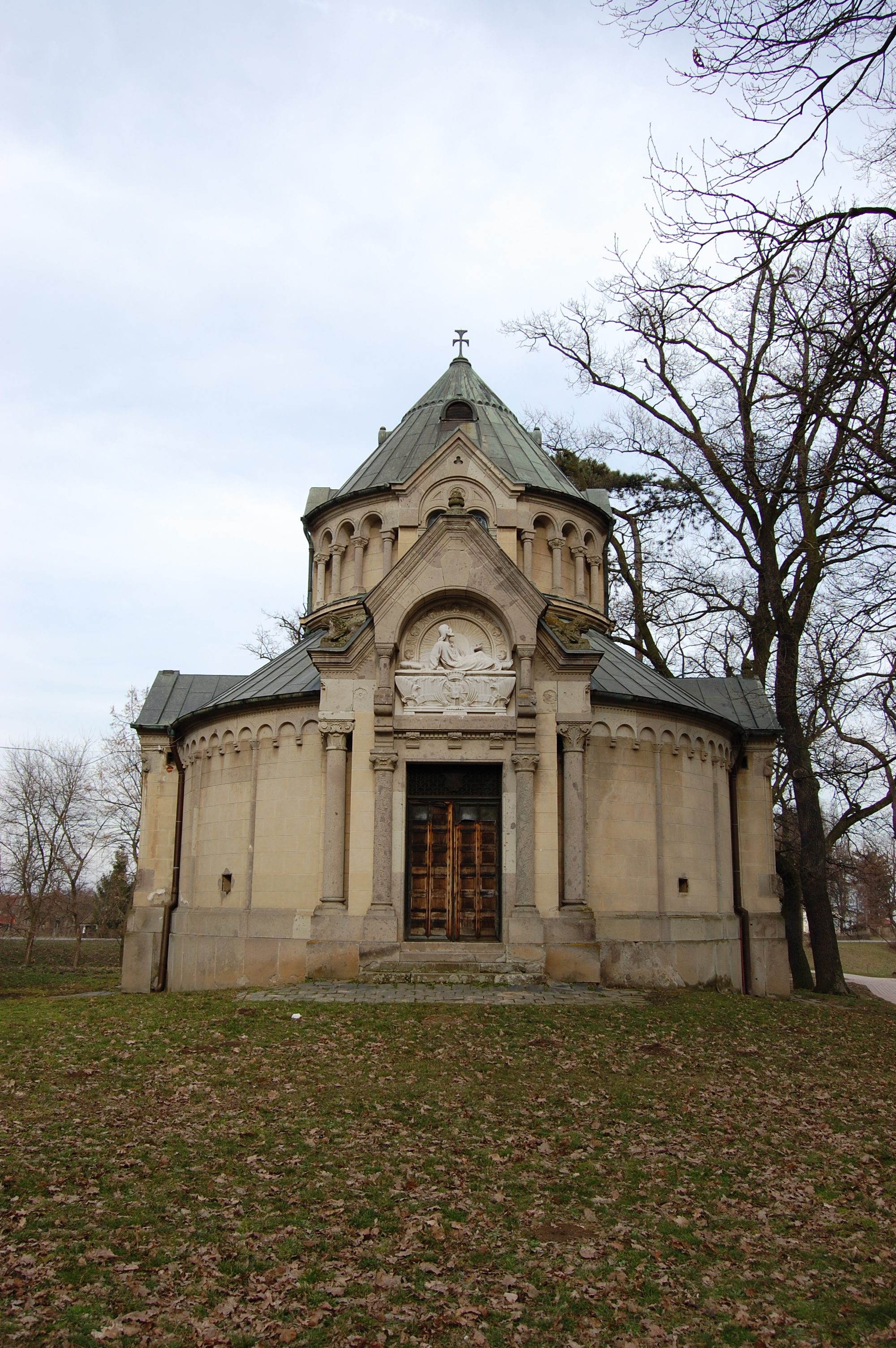